# Ľuboš Pagor
Ľuboš Pagor (* 22. června 1974) je bývalý slovenský fotbalista, útočník.

## Fotbalová kariéra
V české lize hrál za SK Sigma Olomouc. Nastoupil v 8 ligových utkáních a dal 1 gól. Dále hrál i za ŠK Milenium 2000 Bardejovská Nová Ves, SK Železárny Třinec, FC Lokomotíva Košice, FC DAC 1904 Dunajská Streda, ŠK Partizán Bardejov, FC Steel Trans Ličartovce, 1. FC Tatran Prešov a MFK Stará Ľubovňa.

## Ligová bilance
| Ročník                          | Zápasy | Góly | Klub                |
| ------------------------------- | ------ | ---- | ------------------- |
| 1. česká fotbalová liga 1996/97 | 8      | 1    | SK Sigma Olomouc    |
| 2. česká fotbalová liga 1997/98 | 12     | 4    | SK Železárny Třinec |
| CELKEM 1. česká liga            | 8      | 1    |                     |